# Raio X Brasil
Raio X Brasil é o álbum de estreia do grupo brasileiro de rap Racionais MC's, lançado pelo selo da gravadora Zimbabwe Records em 21 de dezembro de 1993.

## Descrição
Em 1993, os Racionais MC's já eram populares na periferia paulistana. Naquele ano, eles gravaram seu terceiro disco, o LP Raio X Brasil. O álbum foi lançado em uma festa, com público estimado de 10 mil pessoas, na quadra da escola de samba Rosas de Ouro. Os grandes sucessos deste disco foram as canções "Fim de Semana no Parque" e "Homem na Estrada" (ambas de Mano Brown), que se tornaram verdadeiros hinos em bailes de rap e rádios do gênero em todo o país. É considerado como o disco que colocou o rap como um estilo mais conhecido no Brasil. Esse álbum é um dos mais vendidos no Brasil na categoria Rap/Hip-Hop, com mais de 200.000 cópias.

## Faixas

### Lado A
| Nº | Título                  | Compositor(es)                          | Sample(s)                                                                                                | Duração |
| -- | ----------------------- | --------------------------------------- | --- | ------- |
| 1  | Introdução              | Mano Brown, Ice Blue, Edi Rock e KL Jay | "'T' Stands for Trouble" (Marvin Gaye)                                                                   | 0:36    |
| 2  | Fim de Semana no Parque | Mano Brown                              | "Frases" (Jorge Ben Jor) "Domingas" (Jorge Ben Jor)                                                      | 7:05    |
| 3  | Parte II                | Edi Rock                                | "Cleo's Apartment" (Marvin Gaye) "Get Up Offa That Thing" (James Brown) "Poor Abbey Walsh" (Marvin Gaye) | 5:32    |
| 4  | Mano na Porta do Bar    | Mano Brown                              | "Freddie's Dead" (Curtis Mayfield)                                                                       | 6:13    |

### Lado B
| Nº | Título           | Compositor(es)                          | Sample(s)                                   | Duração |
| -- | ---------------- | --------------------------------------- | ------------------------------------------- | ------- |
| 1  | Homem na Estrada | Mano Brown                              | "Ela Partiu" (Tim Maia)                     | 8:41    |
| 2  | Júri Racional    | Mano Brown                              | "Cissy Strut" (The Meters)                  | 4:49    |
| 3  | Fio da Navalha   | Mano Brown, Ice Blue, Edi Rock e KL Jay | "Main Theme from Trouble Man" (Marvin Gaye) | 4:16    |
| 4  | Agradecimentos   | Mano Brown, Ice Blue e Edi Rock         | -                                           | 3:06    |

| Críticas profissionais                                                      | Críticas profissionais |
| Avaliações da crítica                                                       | Avaliações da crítica  |
| Fonte                                                                       | Avaliação              |
| --------------------------------------------------------------------------- | ---------------------- |
| CliqueMusic                                                                 | (Sem Nota)             |
| Esta tabela precisa de ser acompanhada por texto em prosa. Consulte o guia. |                        |

## Formação
- Mano Brown - Vocais
- Ice Blue - Vocais
- Edy Rock - Vocais
- KL Jay - DJ

## Participações Especiais
- Negritude Júnior em "Fim de Semana no Parque"
- Arthur em "Mano na Porta do Bar" e "Fio da Navalha"
- Nene em "Parte II"
- Gislene em "Parte II"
- Kiko em "Mano na Porta do Bar"

## Músicos
- Newton Carneiro - teclado (faixas A2, A3, A4, B2 e B3)
- Vander Carneiro - baixo (faixas A2, A3, A4, B2 e B3)
- Vaguininho - cavaquinho (faixa A2)
- Netinho de Paula - repique (faixa A2)
- Lino - saxofone (faixa A2)
- Edmilson - saxofone (faixa B3)
- Arthur - gaita (faixa B3)
- KL Jay - programações (faixa B3)